# 25. maj
25. maj er dag 145 i året i den gregorianske kalender (dag 146 i skudår). Der er 220 dage tilbage af året.
Urbanus dag. Han var pave til han led martyrdøden i Rom omkring år 230.
I gamle bondealmanakker var dagen begyndelsen til sommeren.
Håndklædedag og Geek Pride Day fejres.

### Begivenheder
Født - Dødsfald
- 1521 - Rigsdagen i Worms under den tysk-romerske kejser Karl 5. dømmer Martin Luther fredløs.
- 1711 - På grund af den stadig mere udbredte pest i Helsingør beslutter Kong Frederik 4. at isolere byen og de omkringliggende landsbyer. Isolationen skal holdes med magt og al omgang og handel med andre byer hindres. Forsøger nogen at bryde ud, har soldaterne ordre til at skyde.
- 1787 - I Philadelphia samles en række delegerede under forsæde af George Washington for at skrive USA's forfatning.
- 1810 - Argentina frigør sig fra vicekongedømmet La Plata og fejrer derfor den ene af sine to nationaldage.
- 1849 - Den grundlovgivende forsamling når til enighed om udkastet til Danmarks Grundlov. Udkastet vedtages med 119 stemmer mod 4.
- 1901 - Som det første europæiske land indfører Norge almindelig valgret for kvinder.
- 1911 - Københavns Idrætspark indvies (også kendt som Idrætsparken - senere Parken)
- 1914 - Loven om hjemmestyre (Home Rule) for Irland vedtages.
- 1914 - Den osmanniske indenrigsminister Talat Pasja beordrer tvungen deportering af etniske armeniere fra hele Østanatolien til Mesopotamien og til det, som senere blev Syrien (kendt som det armenske folkedrab).
- 1935 - Den amerikanske løber Jesse Owens sætter fire (4!) verdensrekorder i løbet af 45 minutter i Ann Arbor i Michigan, USA.
- 1950 - Walt Disneys tegnefilm Pinocchio har dansk premiere i Palads Teatret i København.
- 1961 - Præsident John F. Kennedy meddeler i USA's Kongres, at der i USA skal igangsættes et projekt, der skal få en "mand på månen" inden udgangen af årtiet.
- 1963 - S-togs-linjen Glostrup-Tåstrup med stationen Albertslund indvies.
- 1967 - Celtic F.C. bliver den første klub nord for Alperne, der vinder den europæiske mesterholdsturnering i fodbold efter 2-1 i finalen over Inter FC.
- 1968 - S-togs-linjen Holte-Hillerød med stationerne Birkerød og Allerød indvies.
- 1973 – Den første besætning til NASA's rumstation Skylab opsendes.
- 1978 - To S-tog kolliderer på Valby Langgade stationen. 25 passagerer bliver bragt til hospitalet, men kun en enkelt må indlægges.
- 1979 - En ødelagt bolt er skyld i, at en DC-10 straks efter starten fra O'Hare lufthavnen i Chicago styrter. Det er historiens næstværste flyulykke (og den hidtil største i USA) med 274 omkomne.
- 1983 - Over 300 mister livet ved en færgebrand på Nilen. Der var flere hundrede om bord på færgen fra Aswan til Wadi Haifa i Sudan. Mange springer over bord i den krokodillefyldte flod. 325 bliver reddet.
- 1984 - Rockerbanden "Bullshits" præsident Henning Norbert Knudsen, kaldet "Makrellen", myrdes uden for sin bopæl på Amager.
- 1985 - Op mod 50.000 omkommer, da en voldsom cyklon rammer Bangladesh' kystområde. Flere byer bliver ligefrem skyllet bort af en flere meter høj flodbølge.
- 1995 - Under krigen i Bosnien-Hercegovina foretager bosniske serbere en massakre på 72 unge mennesker i byen Tuzla.
- 2002 - Et Boeing 747 fra China Airlines brækker midt over i luften og styrter i havet ud for Kina. 225 mennesker omkommer.
- 2002   - Ved et togsammenstød i Mozambique omkommer 197 mennesker.

### Født
- 1803 - Ralph Waldo Emerson, amerikansk forfatter og filosof (død 1882).
- 1818 - Jacob Burckhardt, schweizisk kunst- og kulturhistoriker (død 1897).
- 1889 - Igor Sikorsky, russisk ingeniør og opfinder (død 1972).
- 1907 - Lilian Ellis, dansk skuespiller og danser (død 1951).
- 1913 - Donald Maclean, britisk spion (død 1983).
- 1921 - Jack Steinberger, amerikansk fysiker (død 2020).
- 1921 - Hal David, amerikansk sangskriver (død 2012)
- 1927 - Robert Ludlum, amerikansk forfatter (død 2001).
- 1928 - Pol Pot, cambodjansk kommunistisk politiker og diktator (død 1998).
- 1937 - Grethe Mogensen, dansk sangerinde og skuespillerinde.
- 1939 - Ian McKellen, engelsk skuespiller.
- 1940 - Michael Lindvad, dansk skuespiller.
- 1941 - Per Arnoldi, dansk billedkunstner.
- 1944 - Frank Oz, engelsk-amerikansk dukkefører og instruktør.
- 1944   - Peter Parbo, dansk erhvervsleder.
- 1945 - Jean-Louis Lieffroy, fransk-dansk kok.
- 1948 - Klaus Meine, tysk forsanger i Scorpions.
- 1962 - Jacob Thuesen, dansk filminstruktør og -klipper.
- 1963 - Mike Myers, canadisk skuespiller og filminstruktør.
- 1969 - Anne Heche, amerikansk skuespillerinde.
- 1970 - Maibritt Saerens, dansk skuespillerinde.
- 1973 - Molly Sims, amerikansk supermodel og skuespillerinde.
- 1975 - Lauryn Hill, amerikansk sangerinde.
- 1976 - Stefan Holm, svensk højdespringer.
- 1981 - Serhat Topal, kurdisk fritænker.
- 1994 - Samed Yeşil, tyrkisk/tysk fodboldspiller.
- 1999 - Marcus Kleveland, norsk snowboarder.

### Dødsfald
- 1555 - Gemma Frisius, nederlandsk kartograf (født 1508)
- 1776 - Johann Georg von Langen, tysk-dansk forstbotaniker (født 1699).
- 1880 - Godtfred Rump, dansk landskabsmaler (født 1816).
- 1880 - Peter Wilhelm Lund, dansk naturforsker (født 1801).
- 1934 - Gustav Holst, engelsk komponist (født 1874).
- 1940 - Marie Triepcke Krøyer Alfvén, dansk maler (født 1867).
- 1954 - Robert Capa, ungarsk fotograf (født 1913).
- 1972 - Asta Nielsen, dansk skuespillerinde (født 1881).
- 1977 - Yevgenia Ginzburg, russisk fofatter (født 1904).
- 1983 - Idris 1. af Libyen, konge af Libyen (født 1890).
- 2014 - Wojciech Jaruzelski, polsk general og politiker (født 1923).
- 2019 - Claus von Bülow, dansk kendis (født 1926).
- 2020 - George Floyd, Amerikansk (født 1973).

|  | Denne datoartikel kan blive bedre, hvis der indsættes et (bedre) billede Du kan hjælpe ved at afsøge Wikimedia Commons for et passende billede eller uploade et godt billede til Wikimedia Commons iht. de tilladte licenser og indsætte det i artiklen. |